# 장드디외 술트
달마시 공작 장드디외 술트(Jean-de-Dieu Soult)는 1769년 3월 29일 생타망라바스티드(현 타른 주 생타망술트)에서 태어나 1851년 11월 26일 사망한 프랑스의 군인이자 정치인이다.
1804년 5월 19일 제국 원수에 임명된 술트는 아우스터리츠 전투(1805)에서 결정적 기여를 하였으며 나폴레옹은 술트를 두고 “유럽 제일가는 책사”라고 평했다. 술트는 다부, 란, 마세나, 쉬셰와 더불어 황제가 부재할 시에도 군대를 지휘할 역량이 있는 몇 안되는 원수였다.
또한 술트는 프랑스 대귀족이 되며 (1815년, 이후 1827년) 특히 7월 왕정하에서 중요한 정치 경력을 쌓기도 했다. 술트는 전쟁성 장관으로 1831년 외인부대 창설의 주요 인물이다. 술트는 정부 수반을 세 차례나 맡으며 프랑스의 정부 수반 가운데서 가장 오랜 임기를 지냈다. (총 9년 3개월 17일, 연속해서 맡은 기간은 6년 10개월 20일) 1847년 술트는 루이 필리프 1세으로부터 “프랑스 대원수”라는 특별 칭호를 받았다.

## 생애

### 어린 시절
1769년 3월 29일 프랑스 생타망라바스티드에서 왕실 공증인 출신의 아버지 장 술트(1726-1779)와 그르니에 가문 출신 어머니의 아들로 태어난 장드디외 술트는 변호사가 되고자 했다. 하지만 1785년 4월 16일 술트는 아버지의 사망 이후 금전적으로 어머니를 돕기 위하여 16살의 나이로 왕실 보병 연대에 병졸로 입대한다. 남동생 피에르브누아는 3년 후 형을 따라 입대한다. 술트는 6년간의 군복무 이후 중사가 되었다.

### 프랑스 혁명 전쟁
술트는 1794년 6월 플뢰루스 전투에서 공을 세워 프랑수아 조제프 르페브르의 추천으로 장군이 되어 1799년 3월 슈토카흐 전투에서 르페브르를 대신해 싸우기도 했다.

### 집정 정부 시기 (1800-1804)
술트는 1800년 ~ 1802년 나폴레옹 시대 때 나폴리 왕국 남부를 맡았다.

### 1805년부터 1807년까지의 원정
술트는 1805년 ~ 1806년에 울름 전투, 아우스터리츠 전투, 예나-아우어슈테트 전투 등에서 승리해 명성이 높아졌으나 1807년 폴란드 아일라우 전투와 하일스베르크 전투에서 별다른 성과를 얻진 못했다.

### 이베리아 반도 전쟁 (1808-1813)
술트는 달마티 공작작위를 받아 스페인에서 반도 전쟁을 치러 영국군 사령관 아서 웰즐리에게 패했다.

### 1813년부터 18014년까지의 원정
나폴레옹 1세는 1813년 3월 술트에게 대육군 4군단의 지휘권을 주어, 술트는 5월 20일부터 21일까지 바우첸 전투에서 4군단을 지휘하게 된다.
1814년 4월 10일 술트는 툴루즈 전투를 개시한다. 술트는 쉬셰 장군이 자신의 군대에 합류하는 것을 설득하는데 실패했으며 결국 웰링턴 경에 이기지 못하여 톨루즈 전투에서 참패를 당했다.

### 제1차 왕정복고와 백일천하 (1814-1815)
그 뒤 1814년 제1차 왕정복고 때는 왕당파로 자처했으나 1815년 나폴레옹의 백일천하 때 다시 보나파르트 편으로 돌아가 워털루 전투에서 나폴레옹의 참모장 노릇을 했다. 하지만 그루시의 별동대를 불러들이기 위해 전령을 보내라 나폴레옹이 명령했을 때 전령을 1명만 보내는 등 처음 맡아보는 참모장 임무를 수행하지 못하다 워털루 전투 패배에 일조한 셈이 되었다. 야전사령관에 능한 그가 처음 맡는 참모장에 임명한 나폴레옹의
잘못도 있지만.

### 제2차 왕정복고 (1815-1830)
술트는 결국 제2차 왕정복고(1815~30)의 개막과 더불어 추방당했다가 1819년에 다시 왕의 부름을 받았다.

### 7월 왕정
루이 필리프 통치 때는 3번이나 내각을 이끌었고(1832년 10월 ~ 1834년 7월, 1839년 5월 ~ 1840년 3월, 1840년 10월 ~ 1847년 9월), 국무원 의장과 육군장관을 줄곧 역임했다. 1840년대에는 프랑스의 알제리 정복에 주도적 역할을 했다. 1848년 루이 필리프가 왕좌에서 쫓겨나자 자신은 공화주의자라고 선언했다. 그의 《회고록》이 1854년에 3권으로 출판되었다.

## 연보

### 군사 경력
- 1787년 6월 13일 : 상병.
- 1791년 3월 31일 : 보급 상병(caporal fourrier).
- 1791년 7월 1일 : 하사.
- 1792년 7월 16일 : 소위 부관(sous-lieutenant adjudant-major).
- 1793년 8월 20일 : 대위.
- 1794년 2월 7일 : 임시 소령 (임시 대대장; chef de bataillon à titre provisoire).
- 1794년 4월 5일 : 소령 (대대장; chef de bataillon).
- 1794년 5월 14일 : 임시 준장 부관.
- 1794년 10월 11일 : 준장.
- 1799년 4월 4일 : 임시 소장.
- 1799년 4월 21일 : 소장.
- 1804년 5월 19일 : 제국 원수.
- 1820년 : 프랑스 원수.
- 1847년 9월 26일 : 프랑스 대원수.

제국 원수 26명 가운데서 술트는 프리메이슨에 가입한 18명 중 하나였다.

### 작위
- 1대 달마시 공작 및 제국 공작(1er duc de Dalmatie et de l'Empire) (1808년 6월 29일).
- 프랑스 귀족원 의원(Pair de France) (1815년 6월 2일, 백일천하) ;
  - 공작의원(Duc et pair) (1827년 11월 5일, 공개장(公開狀)은 1828년 10월 8일).

### 서훈
프랑스 제1제국
- 레지옹 도뇌르 :
  - 레지오네르 1803년 12월 11일, 이후,
  - 그랑토피시에 1804년 6월 14일 및 4대 레지옹 도뇌르 보병대장, 이후
  - 그랑테글 1805년 2월 2일.

 프랑스 왕국
- 생테스프리 기사 1825년 5월 30일 ;
- 생루이 기사 1814년 9월 24일.

 바이에른 왕국
- 생위베르 훈장 (바이에른) 구성원 ;

 벨기에
- 레오폴 훈장 대(大)리본

 그리스 왕국
- 구조 훈장 기사

 스페인
- 황금양모 기사 (958번째 자격, 1838).

### 내용주
1. ↑  니콜라(Nicolas)라는 이름은 자주 보이는 오류이다.이 이름[니콜라]는 술트가 에스파냐 왕위에 오르고자 했다고 비난하던 적들이 그를 두고 칭한 이름인데, 당대 이 이름은 “날조자”, “허풍선이”라는 의미를 내포하고 있었다.

이와 관련된 예시로는 백일천하 시기 당대 왕당파들의 풍자에서 나폴레옹을 두고 1815년 3월 20일 튀일리궁에 “니콜라” 부오나파르트가 도달했다고 묘사한 것을 들 수 있다. 그러나 어느 누구도 나폴레옹 황제를 두고 “니콜라” 황제라고 부르지는 않는다.

— « Les monuments de l'Empire - L'Empire… par ses Monuments », 장 드 디외 술트 (1769-1804-1851), napoleon-monuments.eu (2011년 12월 1일).

### 참조주
1. ↑  프랑시스 리올 드 퐁클라르, Les verreries forestières de Moussans, Imprimeur J. Bonnet, 툴루즈, 1925, 97쪽.
2. ↑  « Les francs-maçons de la Grande Armée » sur le site Histoire Pour Tous.